# Cantone di Landivisiau
Il Cantone di Landivisiau è una divisione amministrativa dell'arrondissement di Morlaix.
A seguito della riforma approvata con decreto del 13 febbraio 2014, che ha avuto attuazione dopo le elezioni dipartimentali del 2015, è passato da 8 a 19 comuni.

## Composizione
Gli 8 comuni facenti parte prima della riforma del 2014 erano:
- Bodilis
- Guimiliau
- Lampaul-Guimiliau
- Landivisiau
- Plougourvest
- Plounéventer
- Saint-Derrien
- Saint-Servais

Dal 2015 i comuni appartenenti al cantone sono i seguenti 19:
- Bodilis
- Commana
- Guiclan
- Guimiliau
- Lampaul-Guimiliau
- Landivisiau
- Loc-Eguiner
- Locmélar
- Plougar
- Plougourvest
- Plounéventer
- Plouvorn
- Plouzévédé
- Saint-Derrien
- Saint-Sauveur
- Saint-Servais
- Saint-Vougay
- Sizun
- Trézilidé